# Hồng hoàng
Hồng hoàng hay phượng hoàng đất (danh pháp hai phần: Buceros bicornis) là thành viên lớn nhất trong họ Hồng hoàng (Bucerotidae). Hồng hoàng sinh sống trong các khu rừng của Ấn Độ, Đông Nam Á và miền nam Trung Quốc. Kích thước to lớn và màu sắc đầy ấn tượng của chúng đã góp phần làm cho chúng trở thành một phần trong văn hóa và nghi lễ của một số các bộ lạc địa phương. Hồng hoàng sống khá thọ với tuổi thọ đạt tới 50 năm trong điều kiện nuôi nhốt.
Đây là loài chim được đánh giá là sắp nguy cấp trong sách đỏ của IUCN do tình trạng săn bắn trái phép để bán mỏ sừng của chúng.

## Miêu tả
Hồng hoàng là loài chim lớn, có thể dài tới 95–120 cm (38-47 inch), với sải cánh dài tới 152 cm (60 inch) và cân nặng 2,15–4 kg (4,7-8,8 lb). Đặc trưng nổi bật nhất của hồng hoàng là phần mũ mỏ màu vàng tươi và đen trên đỉnh chiếc mỏ lớn của nó. Mũ mỏ rỗng bằng keratin hay chất sừng (một protein dạng sợi) kéo dài từ phần phía trên mỏ cho đến xương sọ và chưa rõ mục đích để làm gì mặc dù người ta tin rằng nó là kết quả của chọn lọc giới tính. Chiếc mũ mỏ này chiếm 11% trọng lượng cơ thể con chim.
Hồng hoàng mái nhỏ hơn và có mắt màu xanh lam thay vì mắt đỏ. Hồng hoàng trống rỉa lông để bôi chất nhờn màu vàng vào lông cánh sơ cấp cũng như mỏ để làm cho chúng có màu vàng tươi.

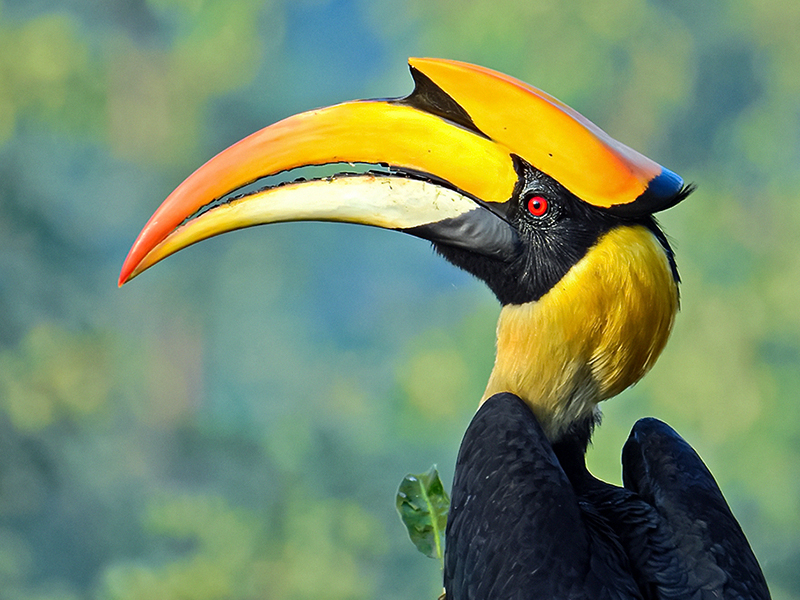
Cận cảnh con đực
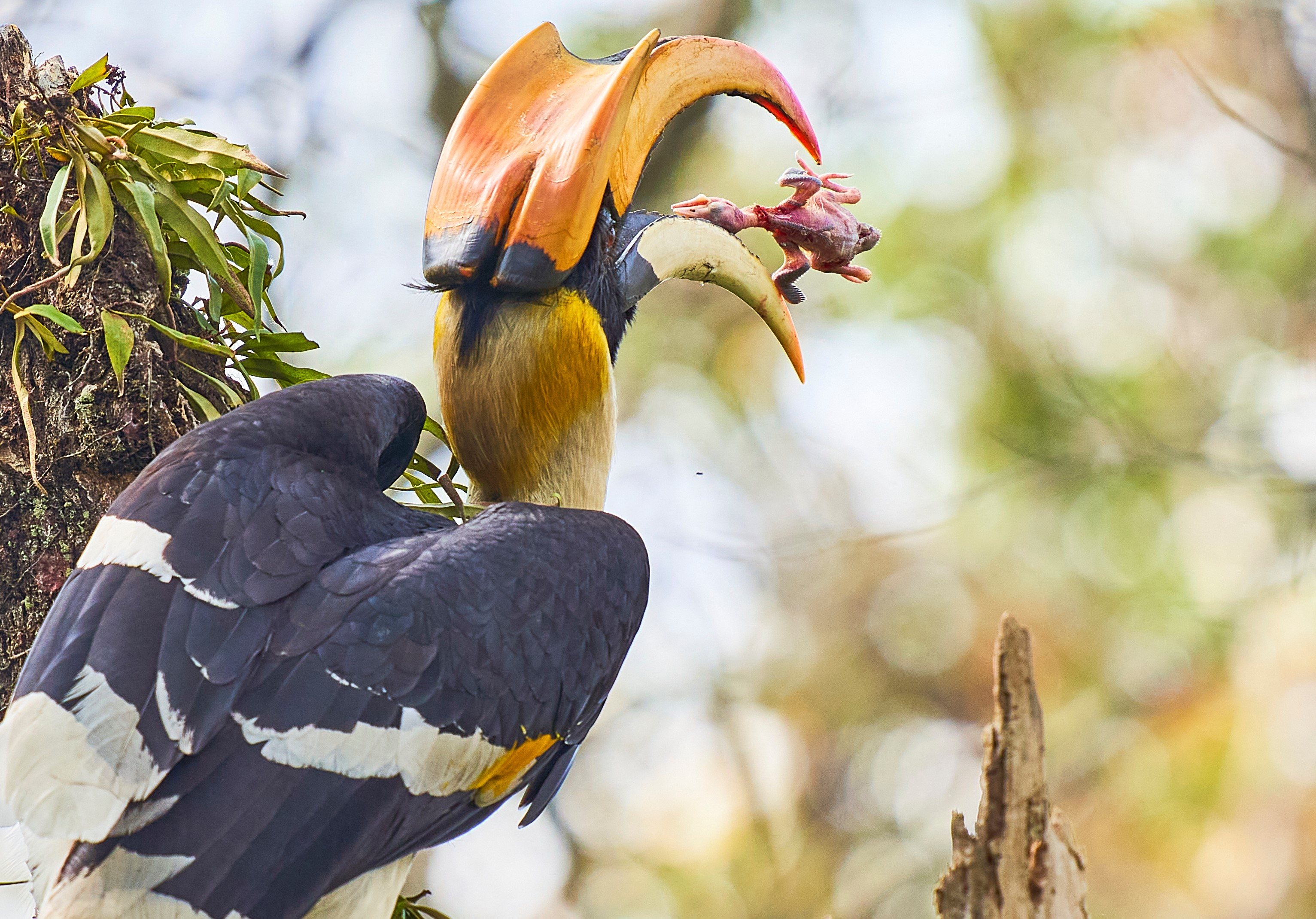
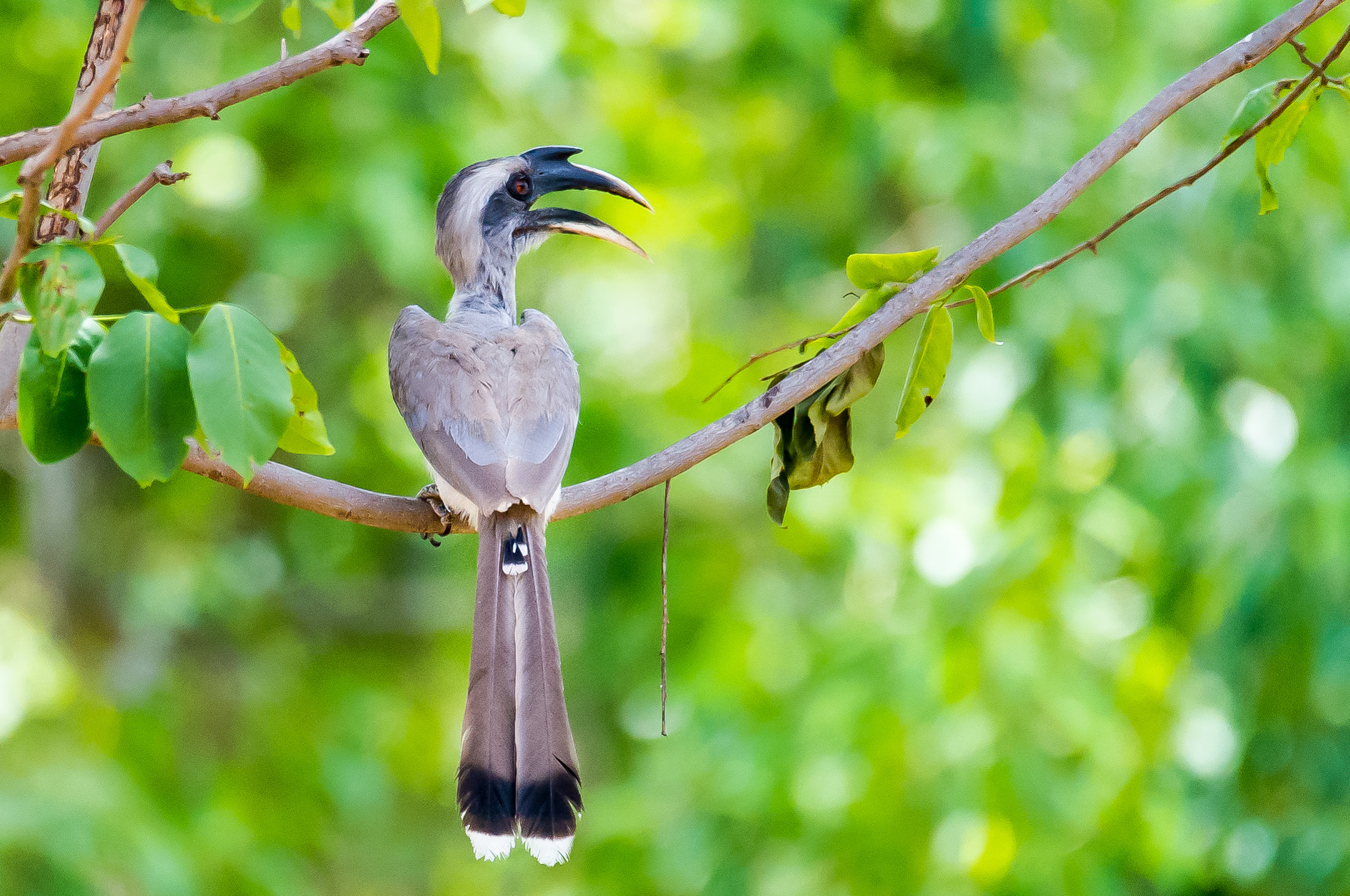
Con cái
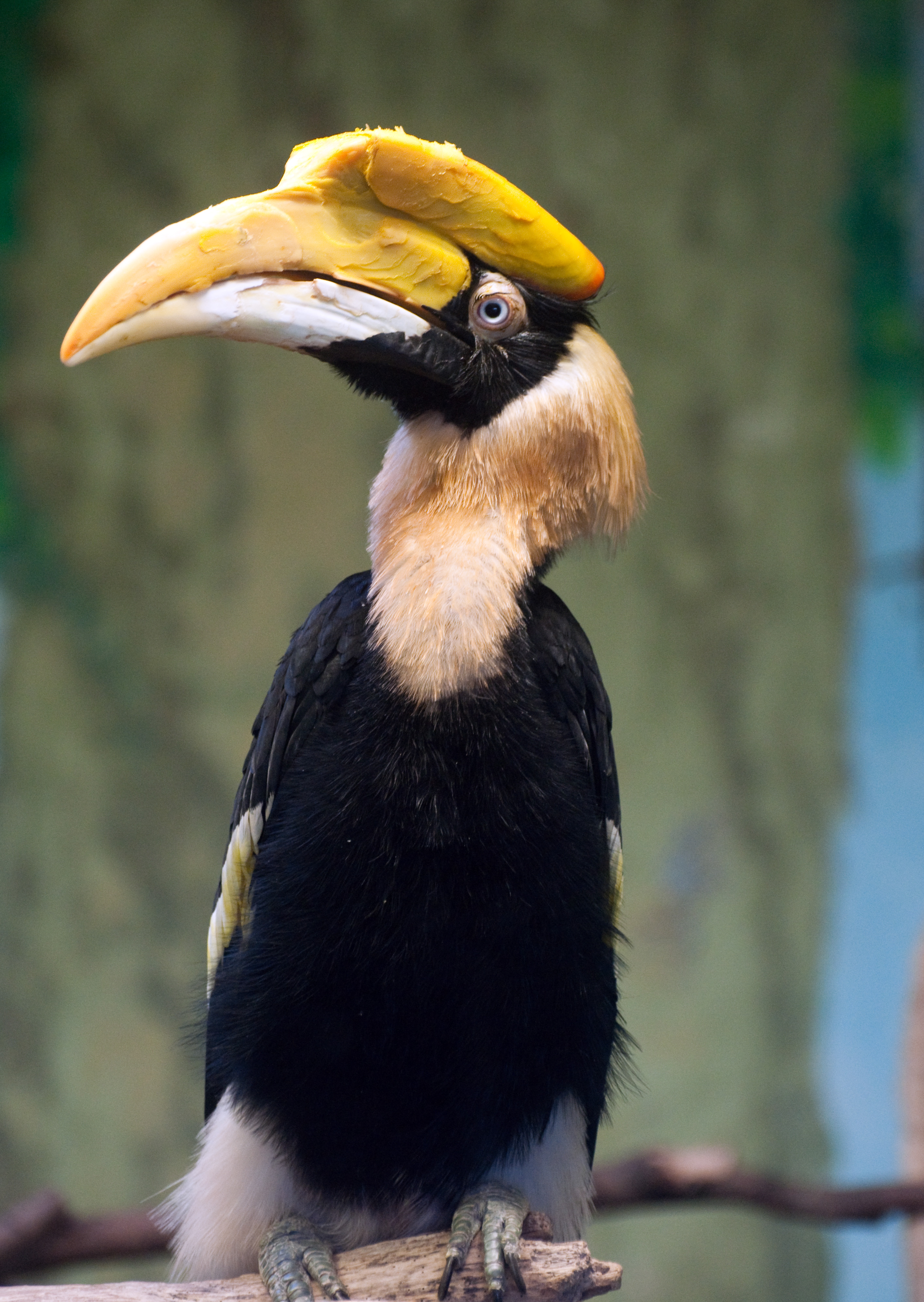
Con cái
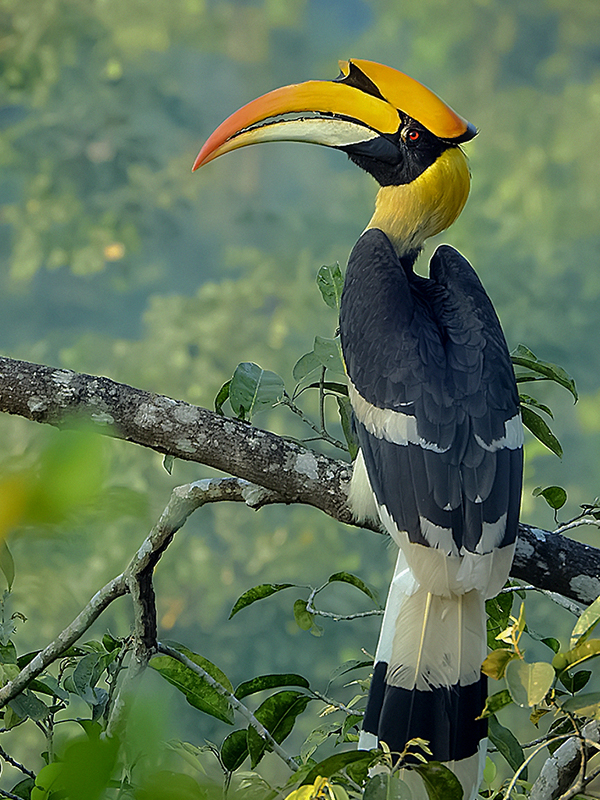
Con đực

## Hành vi

### Thức ăn
Trong tự nhiên, thức ăn của hồng hoàng chủ yếu là các loại quả. Nó cũng ăn cả các loài thú, chim, thằn lằn rắn và côn trùng nhỏ.

### Sinh sản
Hồng hoàng mái làm tổ trong lỗ rỗng trên thân các cây lớn và miệng tổ được bịt bằng một lớp trát bằng phân. Nó tự giam mình trong tổ cho tới khi chim non phát triển tương đối, dựa trên thức ăn cho chim trống đem về thông qua khe nứt trong lớp trát. Trong thời kỳ này chim mái trải qua thời kỳ rụng lông hoàn toàn. Mỗi lứa đẻ gồm 01 tới 02 trứng và được ấp trong 38 - 40 ngày.
Hồng hoàng tạo thành các cặp một vợ một chồng nhưng sống thành bầy từ 2 - 40 cá thể.

## Trong văn hóa

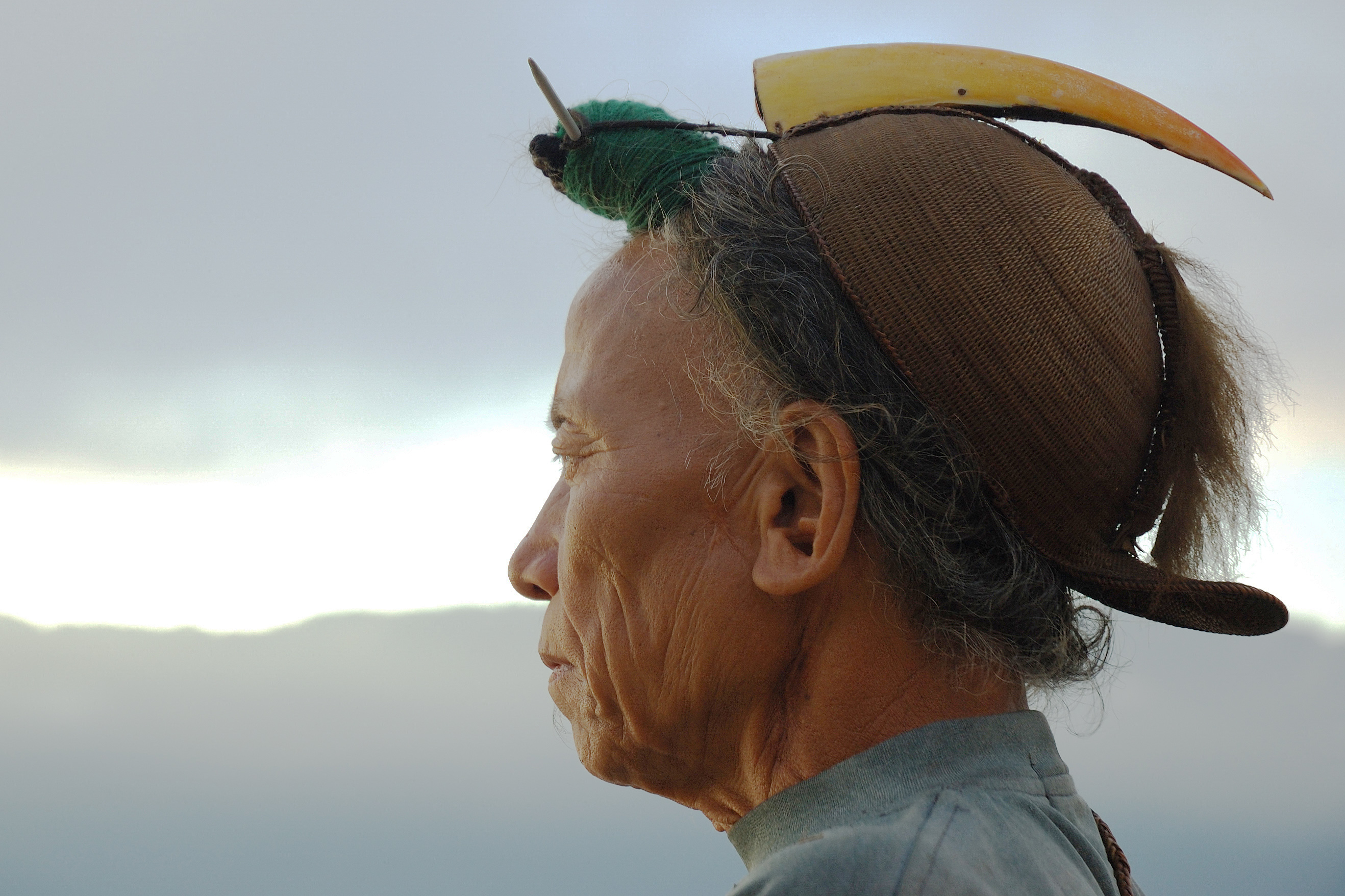
Một người đàn ông bộ lạc Nishi (Arunachal Pradesh, Ấn Độ) đội chiếc mũ truyền thống với mỏ hồng hoàng.

Một số bộ lạc địa phương là nguồn đe dọa đối với hồng hoàng do họ săn bắt hồng hoàng vì một số bộ phận khác nhau của chúng. Máu của chim non được cho là có tác dụng an ủi đối với những linh hồn quá cố và trước hôn lễ, những người đàn ông của một số bộ lạc tại Ấn Độ sử dụng lông của chúng để làm mũ đội đầu, còn đầu hồng hoàng cũng hay bị dùng làm vật trang trí.
Con hồng hoàng có tên gọi William (xem hình dưới đây) là biểu tượng của Hiệp hội Lịch sử Tự nhiên Bombay. Norman Kinnear đã từng viết miêu tả về William.

## Nuôi nhốt

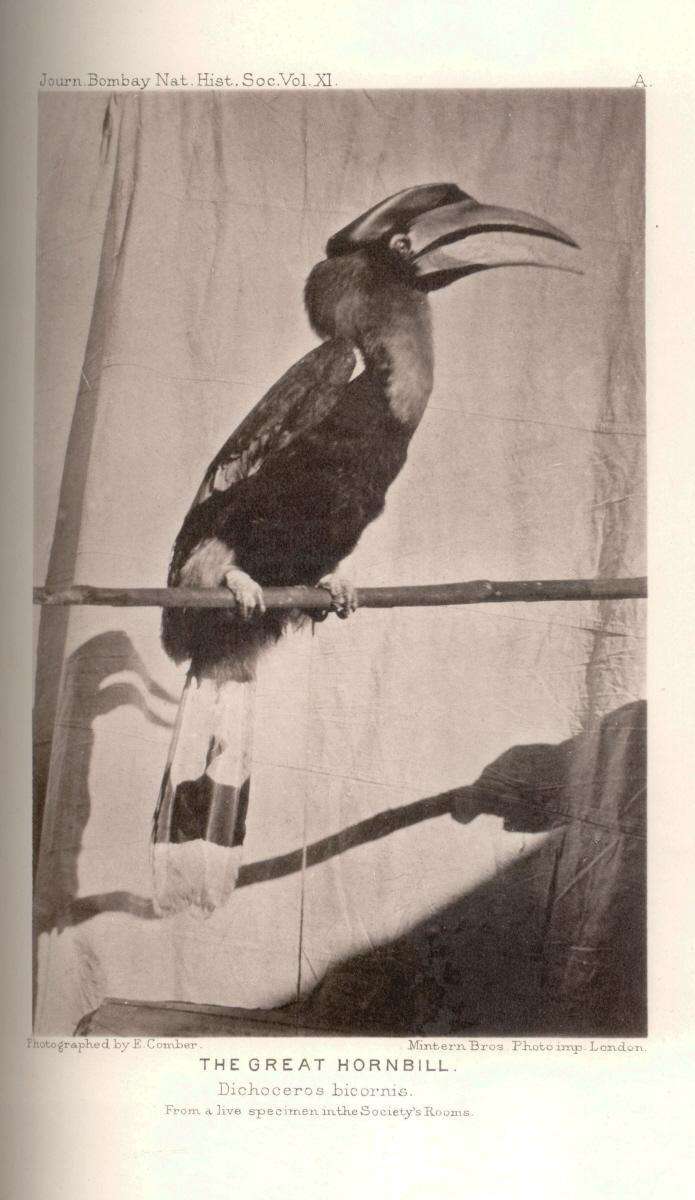
Hình nghiêng (bởi E. Comber, 1897) của con hồng hoàng có tên là "William", đã sống trong tòa nhà của Hiệp hội Lịch sử Tự nhiên Bombay từ năm 1894 tới năm 1920 và sau này là nguồn cảm hứng cho logo của hiệp hội này.

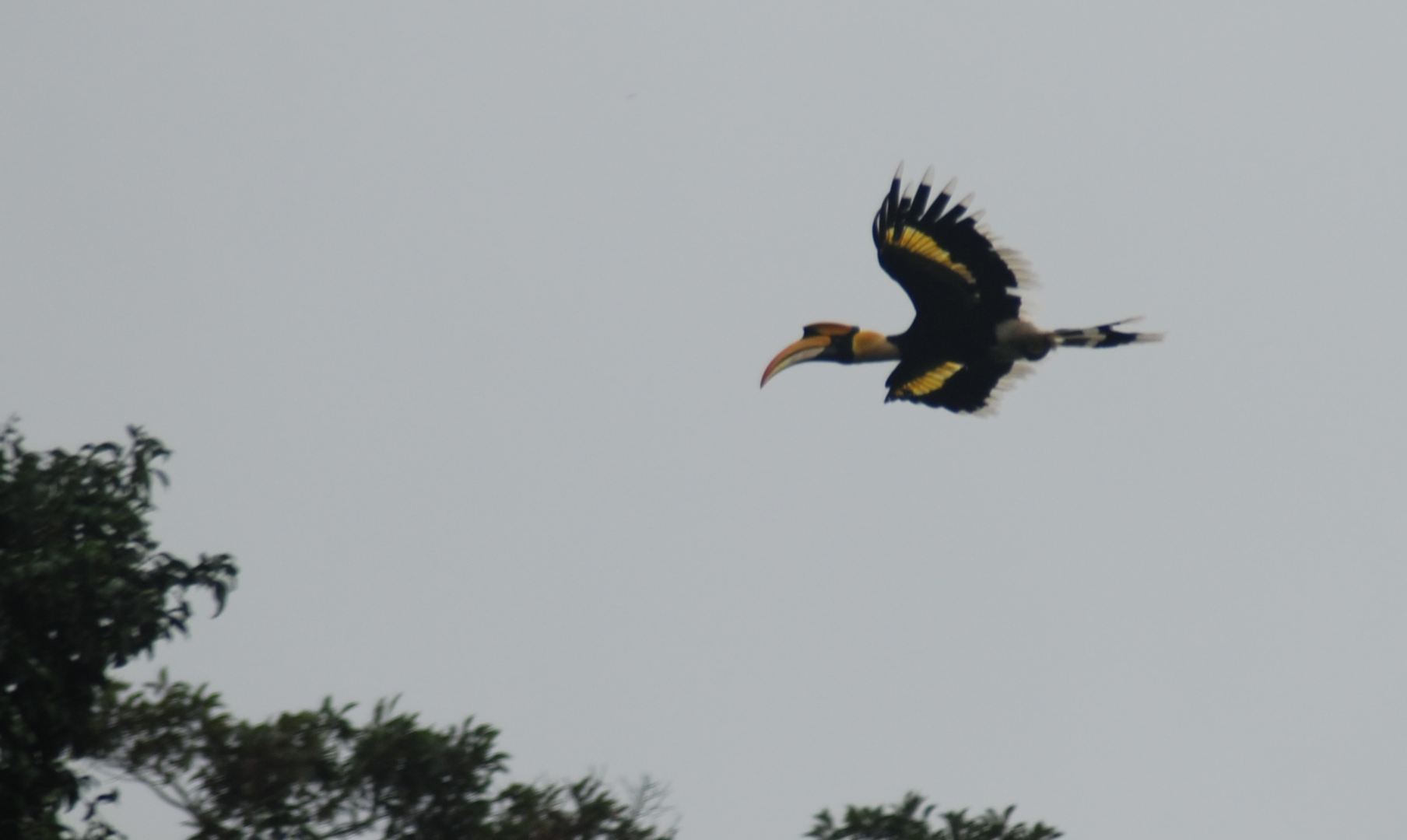
Hồng hoàng tại Vườn quốc gia Khao Yai, Thái Lan.

Khoảng 60 con hồng hoàng hiện tại bị nuôi nhốt tại Hoa Kỳ và ít hơn tại một số quốc gia khác. Trong khi việc nuôi dưỡng chúng cũng như cung cấp thức ăn ít gặp khó khăn thì việc nhân giống chúng là rất khó khăn với rất ít ý định đã thành công.
Trong nuôi nhốt, hồng hoàng ăn quả và thịt. Một số ít hồng hoàng đã thuần hóa trong nuôi nhốt nhưng hành vi của chúng được miêu tả như là căng thẳng.
Hồng hoàng là chim biểu tượng của bang Kerala ở Ấn Độ.

## Tình trạng bảo tồn
Hiện nay, tình trạng buôn bán mỏ sừng loài chim vẫn tiếp tục diễn ra ngấm ngầm khó kiểm soát do giá trị của nó khoảng 6.150USD/kg – tức đắt gấp 3 lần ngà voi. Nạn tàn sát voi và tê giác để lấy ngà và sừng được kiểm soát tốt, song số phận của chim hồng hoàng mỏ cát đang bị đe dọa trầm trọng vì chưa được quan tâm bảo vệ đúng mức. Phần mũ mỏ chim hồng hoàng mỏ cát được giới thợ thủ công Trung Quốc sử dụng để sáng tạo ra những tác phẩm có giá trị cao. Nghệ nhân Nhật Bản cũng chạm khắc mỏ sừng với nhiều hình ảnh tinh xảo thành những núm nơi dây thắt lưng kimono của nam giới. Nhiều món đồ tinh xảo làm từ mỏ sừng chim vượt biển đến nước Anh và trở thành thời trang của giới quý tộc nước này vào thế kỷ XIX.
Do việc mất trường sống đang diễn ra cũng như bị săn bắn ở một số nơi nên hồng hoàng được đánh giá là gần (cận) nguy cấp trong sách đỏ của IUCN về các loài nguy cấp. Nó được liệt kê trong Phụ lục I của CITES.